# Hoacyny
Hoacyny – rodzina Opisthocomidae i rząd Opisthocomiformes ptaków z podgromady Neornithes. Jedynym żyjącym przedstawicielem rodziny jest hoacyn (Opisthocomus hoazin) żyjący w dorzeczu Amazonki i Orinoko w Ameryce Południowej. Znanymi wymarłymi przedstawicielami rodziny są Hoazinoides magdalenae, żyjący w środkowym miocenie (13,5–11,8 mln lat temu) na obszarze dzisiejszej Kolumbii (jego odkrycie dowodzi, że w miocenie przedstawiciele rodziny zasiedlali też obszary na zachód od Andów), oraz Hoazinavis lacustris, żyjący w późnym oligocenie lub wczesnym miocenie (24–22 mln lat temu) na obszarze dzisiejszego brazylijskiego stanu São Paulo.
Przedstawicielem rodziny prawdopodobnie był też Namibiavis senutae, żyjący pod koniec wczesnego miocenu (17,5–17 mln lat temu) na obszarze dzisiejszej Namibii. Gatunek ten pierwotnie został zaliczony do wymarłej rodziny Idiornithidae (blisko spokrewnionej z kariamami), jednak Mayr, Alvarenga i Mourer-Chauviré (2011) stwierdzili, że zachowane kości N. senutae wykazują większe podobieństwo do kości hoacynów i uzasadnione jest zaliczenie tego gatunku do Opisthocomidae. Także z przeprowadzonej przez tych autorów analizy kladystycznej wynika, że Namibiavis jest taksonem siostrzanym do kladu tworzonego przez rodzaje Opisthocomus i Hoazinavis. Jeśli N. senutae faktycznie należy do hoacynów, to jego odkrycie dowodziłoby, że jeszcze w miocenie przedstawiciele Opisthocomidae żyli nie tylko na obszarze Ameryki Południowej, ale również w Afryce. Zapis kopalny nie dostarcza dowodów na to, że przedstawiciele rodziny Opisthocomidae istnieli już przed rozpadem Gondwany i oddzieleniem się Ameryki Południowej od Afryki ok. 100 mln lat temu; występowanie przedstawicieli rodziny na obu tych kontynentach dowodzi zatem, że hoacyny na pewnym etapie swojej historii musiały przekroczyć Ocean Atlantycki. Według Mayra i współpracowników nawet jeśli wczesne hoacyny były lepszymi lotnikami niż dzisiejszy hoacyn, to i tak jest mało prawdopodobne, by były zdolne przelecieć nad Atlantykiem o własnych siłach; autorzy uznają za bardziej prawdopodobne, że przepłynęły one z Afryki do Ameryki Południowej na „ruchomych wyspach” powstałych z roślinności znoszonej do oceanu przez rzeki. Występowanie hoacynów w Afryce potwierdza opisany przez Mayra (2014) tarsometatarsus (kość powstała ze zrośnięcia kości środstopia i stępu) mogący należeć do przedstawiciela rodzaju Namibiavis o niepewnej przynależności gatunkowej, odkryty w osadach formacji Maboko w Kenii; skamieniałość budową przypomina tarsometatarsus współczesnych hoacynów i dowodzi występowania przedstawicieli Opisthocomiformes w Afryce jeszcze ok. 15 milionów lat temu.
Mayr i De Pietri (2014) opisali pierwszego europejskiego przedstawiciela grupy – Protoazin parisiensis, żyjącego w późnym eocenie na terenach dzisiejszej Francji; z badań autorów wynika, że P. parisiensis był bliżej niż Namibiavis spokrewniony z południowoamerykańskimi przedstawicielami Opisthocomiformes. Zdaniem autorów fakt, że dwaj najbardziej bazalni przedstawiciele grupy Opisthocomiformes (Protoazin i Namibiavis), z których jeden (Protoazin) jest dodatkowo jej najstarszym znanym przedstawicielem, żyli na obszarze Starego Świata, wspiera hipotezę, według której grupa ta wyodrębniła się właśnie na obszarze Starego Świata i stamtąd skolonizowała Amerykę Południową.